# Torneo Apertura 2019 de Segunda División (Venezuela)
El Torneo Apertura fue la primera de las tres fases de la Segunda División de Venezuela 2019.

## Aspectos Generales

### Modalidad
La primera fase los 20 equipos están divididos en 3 grupos, por cercanía geográfica, 1 grupo de 6 equipos y 2 de 7 equipos; donde se enfrentan en formato de ida y vuelta contra cada rival del grupo. Esta fase se llama Torneo Apertura.

## Tablas de posiciones

### Grupo Occidental
|   | Equipo                  | JJ | JG | JE | JP | GF | GC | DG  | PTS |
| - | ----------------------- | -- | -- | -- | -- | -- | -- | --- | --- |
| 1 | Titanes FC              | 12 | 9  | 2  | 1  | 32 | 11 | 21  | 29  |
| 2 | Real Frontera SC        | 12 | 8  | 2  | 2  | 18 | 7  | 11  | 26  |
| 3 | Hermanos Colmenarez     | 12 | 3  | 5  | 4  | 19 | 23 | -4  | 14  |
| 4 | Ureña SC                | 12 | 3  | 5  | 4  | 15 | 19 | -4  | 14  |
| 5 | Deportivo JBL del Zulia | 12 | 3  | 4  | 5  | 16 | 20 | -4  | 13  |
| 6 | Atlético El Vigía       | 12 | 2  | 4  | 6  | 14 | 22 | -8  | 10  |
| 7 | ULA FC                  | 12 | 2  | 2  | 8  | 13 | 25 | -12 | 8   |

#### Resultados
- Los horarios corresponden a la hora local de Venezuela (UTC−04:00)

Calendario sujeto a cambios
Primera Vuelta
| Real Frontera SC        | 0 : 0 | Ureña SC            | Complejo Deportivo UCAT | 27 de febrero | 15:30 |
| ULA FC                  | 1 : 1 | Atlético El Vigía   | Metropolitano de Mérida | 27 de febrero | 15:30 |
| Deportivo JBL del Zulia | 4 : 1 | Hermanos Colmenarez | José Encarnación Romero | 27 de febrero | 16:00 |

| Hermanos Colmenarez | 0 : 0 | Real Frontera SC        | Estadio Reinaldo Melo   | 9 de marzo | 15:30 |
| Ureña SC            | 2 : 2 | Deportivo JBL del Zulia | Complejo Deportivo UCAT | 9 de marzo | 16:00 |
| Titanes FC          | 1 : 0 | ULA FC                  | José Encarnación Romero | 9 de marzo | 16:00 |

| Atlético El Vigía       | 2 : 2 | Hermanos Colmenarez | Estadio Ramón Hernández | 27 de marzo | 15:30 |
| Ureña SC                | 1 : 0 | Titanes FC          | Complejo Deportivo UCAT | 27 de marzo | 16:00 |
| Deportivo JBL del Zulia | 0 : 1 | Real Frontera SC    | José Encarnación Romero | 27 de marzo | 16:00 |

| Hermanos Colmenarez | 2 : 2 | Titanes FC | Estadio Reinaldo Melo   | 3 de abril | 15:30 |
| Real Frontera SC    | 3 : 1 | ULA FC     | Complejo Deportivo UCAT | 3 de abril | 15:30 |
| Atlético El Vigía   | 3 : 0 | Ureña SC   | Estadio Ramón Hernández | 3 de abril | 15:30 |

| Real Frontera SC        | 0 : 1 | Titanes FC          | Complejo Deportivo UCAT | 20 de marzo | 15:30 |
| ULA FC                  | 4 : 2 | Hermanos Colmenarez | Metropolitano de Mérida | 20 de marzo | 15:30 |
| Deportivo JBL del Zulia | 0 : 3 | Atlético El Vigía   | José Encarnación Romero | 20 de marzo | 16:00 |

| Real Frontera SC | 2 : 0 | Atlético El Vigía       | Complejo Deportivo UCAT | 23 de marzo | 15:30 |
| Titanes FC       | 3 : 2 | Deportivo JBL del Zulia | José Encarnación Romero | 23 de marzo | 16:00 |
| ULA FC           | 0 : 1 | Ureña SC                | Metropolitano de Mérida | 25 de marzo | 15:30 |

| Hermanos Colmenarez     | 4 : 3 | Ureña SC   | Estadio Reinaldo Melo   | 30 de marzo | 15:30 |
| Deportivo JBL del Zulia | 1 : 0 | ULA FC     | José Encarnación Romero | 30 de marzo | 16:00 |
| Atlético El Vigía       | 0 : 1 | Titanes FC | Estadio Ramón Hernández | 31 de marzo | 15:30 |

Segunda Vuelta
| Hermanos Colmenarez | 0 : 0 | Deportivo JBL del Zulia | Estadio Reinaldo Melo         | 6 de abril | 15:30 |
| Ureña SC            | 0 : 1 | Real Frontera SC        | Polideportivo de Pueblo Nuevo | 6 de abril | 16:00 |
| Atlético El Vigía   | 0 : 3 | ULA FC                  | Estadio Ramón Hernández       | 7 de abril | 15:30 |

| Real Frontera SC        | 1 : 0 | Hermanos Colmenarez | Complejo Deportivo UCAT | 13 de abril | 15:30 |
| ULA FC                  | 0 : 3 | Titanes FC          | Metropolitano de Mérida | 13 de abril | 15:30 |
| Deportivo JBL del Zulia | 0 : 0 | Ureña SC            | José Encarnación Romero | 13 de abril | 16:00 |

| Real Frontera SC    | 1 : 0 | Deportivo JBL del Zulia | Complejo Deportivo UCAT | 17 de abril | 15:30 |
| Hermanos Colmenarez | 4 : 0 | Atlético El Vigía       | Estadio Reinaldo Melo   | 17 de abril | 15:30 |
| Titanes FC          | 4 : 1 | Ureña SC                | José Encarnación Romero | 17 de abril | 16:00 |

| ULA FC     | 0 : 5 | Real Frontera SC    | Metropolitano de Mérida       | 27 de abril | 15:00 |
| Titanes FC | 4 : 0 | Hermanos Colmenarez | José Encarnación Romero       | 27 de abril | 16:00 |
| Ureña SC   | 3 : 1 | Atlético El Vigía   | Polideportivo de Pueblo Nuevo | 27 de abril | 16:00 |

| Titanes FC          | 5 : 2 | Real Frontera SC        | José Encarnación Romero | 30 de abril | 16:00 |
| Hermanos Colmenarez | 2 : 1 | ULA FC                  | Estadio Reinaldo Melo   | 7 de mayo   | 15:30 |
| Atlético El Vigía   | 2 : 2 | Deportivo JBL del Zulia | Estadio Ramón Hernández | 7 de mayo   | 15:30 |

| Deportivo JBL del Zulia | 1 : 6 | Titanes FC       | José Encarnación Romero       | 4 de mayo | 15:30 |
| Atlético El Vigía       | 0 : 2 | Real Frontera SC | Estadio Ramón Hernández       | 4 de mayo | 15:30 |
| Ureña SC                | 2 : 2 | ULA FC           | Polideportivo de Pueblo Nuevo | 4 de mayo | 15:30 |

| ULA FC     | 1 : 4 | Deportivo JBL del Zulia | Metropolitano de Mérida       | 11 de mayo | 15:30 |
| Ureña SC   | 2 : 2 | Hermanos Colmenarez     | Polideportivo de Pueblo Nuevo | 11 de mayo | 15:30 |
| Titanes FC | 2 : 2 | Atlético El Vigía       | José Encarnación Romero       | 11 de mayo | 15:30 |

### Grupo Central
|   | Equipo           | JJ | JG | JE | JP | GF | GC | DG  | PTS |
| - | ---------------- | -- | -- | -- | -- | -- | -- | --- | --- |
| 1 | Yaracuy FC       | 10 | 6  | 2  | 2  | 15 | 13 | 2   | 20  |
| 2 | Gran Valencia FC | 10 | 5  | 4  | 1  | 18 | 9  | 9   | 19  |
| 3 | Yaracuyanos FC   | 10 | 5  | 2  | 3  | 15 | 6  | 9   | 17  |
| 4 | Deportivo Petare | 10 | 2  | 4  | 4  | 8  | 10 | -2  | 10  |
| 5 | Atlético Furrial | 10 | 2  | 2  | 6  | 11 | 21 | -10 | 8   |
| 6 | Libertador FC    | 10 | 1  | 4  | 5  | 10 | 18 | -8  | 7   |

#### Resultados
- Los horarios corresponden a la hora local de Venezuela (UTC−04:00)

Calendario sujeto a cambios
Primera vuelta
| Gran Valencia FC | 1 : 0 | Libertador FC    | Giuseppe Antonelli  | 27 de febrero | 15:30 |
| Yaracuyanos FC   | 0 : 1 | Yaracuy FC       | Florentino Oropeza  | 27 de febrero | 15:30 |
| Atlético Furrial | 1 : 0 | Deportivo Petare | Rafael Calles Pinto | 27 de febrero | 15:30 |

| Yaracuy FC       | 4 : 1 | Atlético Furrial | Florentino Oropeza     | 9 de marzo  | 15:30 |
| Libertador FC    | 1 : 1 | Yaracuyanos FC   | Estadio de la USM      | 10 de marzo | 15:00 |
| Deportivo Petare | 1 : 1 | Gran Valencia FC | Cocodrilos Sports Park | 10 de marzo | 15:30 |

| Yaracuyanos FC   | 0 : 1 | Gran Valencia FC | Florentino Oropeza     | 27 de marzo | 15:30 |
| Deportivo Petare | 2 : 3 | Yaracuy FC       | Cocodrilos Sports Park | 27 de marzo | 15:30 |
| Atlético Furrial | 1 : 2 | Libertador FC    | Rafael Calles Pinto    | 27 de marzo | 15:30 |

| Gran Valencia FC | 3 : 0 | Yaracuy FC       | Giuseppe Antonelli | 23 de marzo | 15:30 |
| Yaracuyanos FC   | 2 : 0 | Atlético Furrial | Florentino Oropeza | 23 de marzo | 15:30 |
| Libertador FC    | 2 : 2 | Deportivo Petare | Estadio de la USM  | 24 de marzo | 15:00 |

| Yaracuy FC       | 2 : 1 | Libertador FC    | Florentino Oropeza     | 30 de marzo | 15:30 |
| Deportivo Petare | 0 : 1 | Yaracuyanos FC   | Cocodrilos Sports Park | 31 de marzo | 15:30 |
| Atlético Furrial | 1 : 5 | Gran Valencia FC | Rafael Calles Pinto    | 31 de marzo | 15:30 |

Segunda vuelta
| Yaracuy FC       | 0 : 3 | Yaracuyanos FC   | Florentino Oropeza     | 6 de abril | 15:30 |
| Libertador FC    | 2 : 2 | Gran Valencia FC | Estadio de la USM      | 7 de abril | 15:30 |
| Deportivo Petare | 0 : 0 | Atlético Furrial | Cocodrilos Sports Park | 7 de abril | 15:30 |

| Yaracuyanos FC   | 3 : 0 | Libertador FC    | Florentino Oropeza  | 13 de abril | 15:30 |
| Gran Valencia FC | 0 : 1 | Deportivo Petare | Giuseppe Antonelli  | 13 de abril | 15:30 |
| Atlético Furrial | 1 : 1 | Yaracuy FC       | Rafael Calles Pinto | 15 de abril | 15:00 |

| Gran Valencia FC | 1 : 1 | Yaracuyanos FC   | Giuseppe Antonelli | 27 de abril | 15:30 |
| Yaracuy FC       | 1 : 0 | Deportivo Petare | Florentino Oropeza | 27 de abril | 15:30 |
| Libertador FC    | 0 : 3 | Atlético Furrial | Estadio de la USM  | 28 de abril | 15:30 |

| Yaracuy FC       | 1 : 1 | Gran Valencia FC | Florentino Oropeza     | 4 de mayo | 15:30 |
| Atlético Furrial | 1 : 4 | Yaracuyanos FC   | Rafael Calles Pinto    | 4 de mayo | 15:30 |
| Deportivo Petare | 1 : 1 | Libertador FC    | Cocodrilos Sports Park | 5 de mayo | 15:30 |

| Gran Valencia FC | 3 : 2 | Atlético Furrial | Giuseppe Antonelli | 11 de mayo | 15:30 |
| Yaracuyanos FC   | 0 : 1 | Deportivo Petare | Florentino Oropeza | 11 de mayo | 15:30 |
| Libertador FC    | 1 : 2 | Yaracuy FC       | Estadio de la USM  | 12 de mayo | 15:30 |

### Grupo Oriental
|   | Equipo                   | PJ | PG | PE | PP | GF | GC | DG  | PTS |
| - | ------------------------ | -- | -- | -- | -- | -- | -- | --- | --- |
| 1 | Angostura FC             | 12 | 7  | 4  | 1  | 17 | 5  | 12  | 25  |
| 2 | UCV FC                   | 12 | 7  | 2  | 3  | 25 | 11 | 14  | 23  |
| 3 | Fundación AIFI           | 12 | 7  | 2  | 3  | 18 | 12 | 6   | 23  |
| 4 | Petroleros de Anzoátegui | 12 | 4  | 3  | 5  | 14 | 20 | -6  | 15  |
| 5 | Dynamo Puerto FC         | 12 | 4  | 2  | 6  | 13 | 18 | -5  | 14  |
| 6 | Chicó de Guayana         | 12 | 3  | 2  | 7  | 12 | 20 | -8  | 11  |
| 7 | Ciudad Vinotinto         | 12 | 1  | 3  | 8  | 8  | 21 | -13 | 6   |

#### Resultados
- Los horarios corresponden a la hora local de Venezuela (UTC−04:00)

Calendario sujeto a cambios
Primera vuelta
| Ciudad Vinotinto | 2 : 2 | Petroleros de Anzoátegui | José Antonio Anzoátegui | 27 de febrero | 15:00 |
| Fundación AIFI   | 1 : 0 | Chicó de Guayana         | CTE Cachamay            | 27 de febrero | 15:00 |
| Angostura FC     | 0 : 0 | Dynamo Puerto FC         | Ricardo Tulio Maya      | 27 de febrero | 16:00 |

| UCV FC                   | 1 : 1 | Angostura FC     | Olímpico de la UCV      | 8 de marzo  | 15:30 |
| Petroleros de Anzoátegui | 0 : 2 | Fundación AIFI   | José Antonio Anzoátegui | 9 de marzo  | 15:30 |
| Chicó de Guayana         | 2 : 1 | Ciudad Vinotinto | CTE Cachamay            | 10 de marzo | 15:00 |

| Dynamo Puerto FC | 1 : 2 | Petroleros de Anzoátegui | Estadio Francisco Massiani | 27 de marzo | 15:00 |
| Chicó de Guayana | 1 : 4 | UCV FC                   | CTE Cachamay               | 27 de marzo | 15:00 |
| Ciudad Vinotinto | 0 : 2 | Angostura FC             | José Antonio Anzoátegui    | 28 de marzo | 15:00 |

| Ciudad Vinotinto | 0 : 3 | UCV FC           | José Antonio Anzoátegui | 2 de abril | 15:00 |
| Angostura FC     | 3 : 2 | Chicó de Guayana | Ricardo Tulio Maya      | 3 de marzo | 16:00 |
| Fundación AIFI   | 3 : 1 | Dynamo Puerto FC | CTE Cachamay            | 4 de abril | 16:00 |

| Fundación AIFI           | 1 : 0 | Ciudad Vinotinto | CTE Cachamay               | 20 de marzo | 15:00 |
| Dynamo Puerto FC         | 3 : 0 | Chicó de Guayana | Estadio Francisco Massiani | 20 de marzo | 15:00 |
| Petroleros de Anzoátegui | 1 : 0 | UCV FC           | José Antonio Anzoátegui    | 20 de marzo | 15:30 |

| UCV FC           | 3 : 1 | Fundación AIFI           | Olímpico de la UCV      | 23 de marzo | 15:30 |
| Angostura FC     | 1 : 1 | Petroleros de Anzoátegui | Ricardo Tulio Maya      | 23 de marzo | 16:00 |
| Ciudad Vinotinto | 1 : 3 | Dynamo Puerto FC         | José Antonio Anzoátegui | 25 de marzo | 15:00 |

| Dynamo Puerto FC | 1 : 1 | UCV FC                   | Estadio Francisco Massiani | 30 de marzo | 15:00 |
| Fundación AIFI   | 0 : 0 | Angostura FC             | Cancha de Venalum          | 31 de marzo | 10:00 |
| Chicó de Guayana | 0 : 0 | Petroleros de Anzoátegui | CTE Cachamay               | 31 de marzo | 15:00 |

Segunda vuelta
| Petroleros de Anzoátegui | 1 - 2 | Ciudad Vinotinto | José Antonio Anzoátegui    | 6 de abril | 15:30 |
| Chicó de Guayana         | 3 : 1 | Fundación AIFI   | CTE Cachamay               | 7 de abril | 15:00 |
| Dynamo Puerto FC         | 0 : 2 | Angostura FC     | Estadio Francisco Massiani | 7 de abril | 15:00 |

| Ciudad Vinotinto | 1 : 1 | Chicó de Guayana         | José Antonio Anzoátegui | 12 de abril | 15:00 |
| Fundación AIFI   | 4 : 2 | Petroleros de Anzoátegui | CTE Cachamay            | 12 de abril | 15:00 |
| Angostura FC     | 1 : 0 | UCV FC                   | Ricardo Tulio Maya      | 14 de abril | 16:00 |

| Petroleros de Anzoátegui | 1 : 0 | Dynamo Puerto FC | José Antonio Anzoátegui | 16 de abril | 15:30 |
| Angostura FC             | 1 : 0 | Ciudad Vinotinto | Ricardo Tulio Maya      | 17 de abril | 16:00 |
| UCV FC                   | 2 : 0 | Chicó de Guayana | Olímpico de la UCV      | 18 de abril | 15:00 |

| UCV FC           | 3 : 0 | Ciudad Vinotinto | Olímpico de la UCV         | 27 de abril | 15:30 |
| Dynamo Puerto FC | 0 : 2 | Fundación AIFI   | Estadio Francisco Massiani | 28 de abril | 15:00 |
| Chicó de Guayana | 1 : 0 | Angostura FC     | CTE Cachamay               | 28 de abril | 15:30 |

| Ciudad Vinotinto | 0 : 0 | Fundación AIFI           | José Antonio Anzoátegui | 1 de mayo | 15:00 |
| Chicó de Guayana | 0 : 1 | Dynamo Puerto FC         | CTE Cachamay            | 1 de mayo | 15:00 |
| UCV FC           | 3 : 1 | Petroleros de Anzoátegui | Olímpico de la UCV      | 7 de mayo | 15:30 |

| Fundación AIFI           | 3 : 0 | UCV FC           | CTE Cachamay               | 4 de mayo | 15:00 |
| Dynamo Puerto FC         | 2 : 1 | Ciudad Vinotinto | Estadio Francisco Massiani | 4 de mayo | 15:00 |
| Petroleros de Anzoátegui | 0 : 3 | Angostura FC     | José Antonio Anzoátegui    | 4 de mayo | 15:00 |

| UCV FC                   | 5 : 1 | Dynamo Puerto FC | Olímpico de la UCV      | 10 de mayo | 15:30 |
| Angostura FC             | 3 : 0 | Fundación AIFI   | Ricardo Tulio Maya      | 10 de mayo | 17:00 |
| Petroleros de Anzoátegui | 3 : 2 | Chicó de Guayana | José Antonio Anzoátegui | 11 de mayo | 15:00 |

## Tabla
| Pos. | Equipos                  | PJ | PG | PE | PP | GF | GC | Dif. | Pts. |
| ---- | ------------------------ | -- | -- | -- | -- | -- | -- | ---- | ---- |
| 1.   | Titanes FC               | 12 | 9  | 2  | 1  | 32 | 11 | 21   | 29   |
| 2.   | Real Frontera SC         | 12 | 8  | 2  | 2  | 18 | 7  | 11   | 26   |
| 3.   | Angostura FC             | 12 | 7  | 4  | 1  | 17 | 5  | 12   | 25   |
| 4.   | UCV FC                   | 12 | 7  | 2  | 3  | 25 | 11 | 14   | 23   |
| 5.   | Fundación AIFI           | 12 | 7  | 2  | 3  | 18 | 12 | 6    | 23   |
| 6.   | Yaracuy FC               | 10 | 6  | 2  | 2  | 15 | 13 | 2    | 20   |
| 7.   | Gran Valencia FC         | 10 | 5  | 4  | 1  | 18 | 9  | 9    | 19   |
| 8.   | Yaracuyanos FC           | 10 | 5  | 2  | 3  | 15 | 6  | 9    | 17   |
| 9.   | Petroleros de Anzoátegui | 12 | 4  | 3  | 5  | 14 | 20 | -6   | 15   |
| 10.  | Hermanos Colmenarez      | 12 | 3  | 5  | 4  | 19 | 23 | -4   | 14   |
| 11'  | Ureña SC                 | 12 | 3  | 5  | 4  | 15 | 19 | -4   | 14   |
| 12.  | Dynamo Puerto FC         | 12 | 4  | 2  | 6  | 13 | 18 | -5   | 14   |
| 13.  | Deportivo JBL del Zulia  | 12 | 3  | 4  | 5  | 16 | 20 | -4   | 13   |
| 14.  | Chicó de Guayana         | 12 | 3  | 2  | 7  | 12 | 20 | -8   | 11   |
| 15.  | Deportivo Petare         | 10 | 2  | 4  | 4  | 8  | 10 | -2   | 10   |
| 16.  | Atlético El Vigía        | 12 | 2  | 4  | 6  | 14 | 22 | -8   | 10   |
| 17.  | Atlético Furrial         | 10 | 2  | 2  | 6  | 11 | 21 | -10  | 8    |
| 18.  | ULA FC                   | 12 | 2  | 2  | 8  | 14 | 25 | -12  | 8    |
| 19.  | Libertador FC            | 10 | 1  | 4  | 5  | 10 | 18 | -8   | 7    |
| 20.  | Ciudad Vinotinto         | 12 | 1  | 3  | 8  | 8  | 21 | -13  | 6    |

     Clasifican a la liguilla.

## Liguilla
|  | Cuartos de final | Cuartos de final   | Cuartos de final | Cuartos de final  | Cuartos de final |   |   | Semifinales    | Semifinales | Semifinales | Semifinales | Semifinales |  |   | Final        | Final | Final | Final | Final |  |
|  |                  |                    |                  |                   |                  |   |   |                |             |             |             |             |  |   |              |       |       |       |       |  |
|  |                  |                    |                  |                   |                  |   |   |                |             |             |             |             |  |   |              |       |       |       |       |  |
|  | 1                | Titanes F.C.       | 1                | 3                 | 4                |   |   |                |             |             |             |             |  |   |              |       |       |       |       |  |
|  | 1                | Titanes F.C.       | 1                | 3                 | 4                |   |   |                |             |             |             |             |  |   |              |       |       |       |       |  |
|  | 8                | Yaracuyanos F.C.   | 2                | 1                 | 3                |   |   |                |             |             |             |             |  |   |              |       |       |       |       |  |
|  | 8                | Yaracuyanos F.C.   | 2                | 1                 | 3                |   | 1 | Titanes F.C.   | 0           | 3           | 3           |             |  |   |              |       |       |       |       |  |
|  |                  |                    |                  |                   |                  |   | 1 | Titanes F.C.   | 0           | 3           | 3           |             |  |   |              |       |       |       |       |  |
|  |                  |                    | 6                | Yaracuy F.C. (v.) | 2                | 1 | 3 |                |             |             |             |             |  |   |              |       |       |       |       |  |
|  | 6                | Yaracuy F.C.       | 6                | Yaracuy F.C. (v.) | 2                | 1 | 3 | 1              | 1           | 2           |             |             |  |   |              |       |       |       |       |  |
|  | 6                | Yaracuy F.C.       |                  |                   |                  |   |   |                |             | 2           |             |             |  |   |              |       |       |       |       |  |
|  | 4                | UCV F.C.           | 1                | 0                 | 1                |   |   |                |             |             |             |             |  |   |              |       |       |       |       |  |
|  | 4                | UCV F.C.           | 1                | 0                 | 1                |   |   |                |             |             |             |             |  | 6 | Yaracuy F.C. | 1     | 1     | 2     |       |  |
|  |                  |                    |                  |                   |                  |   |   |                |             |             |             |             |  | 6 | Yaracuy F.C. | 1     | 1     | 2     |       |  |
|  |                  |                    | 7                | Gran Valencia     | 1                | 3 | 4 |                |             |             |             |             |  |   |              |       |       |       |       |  |
|  | 3                | Angostura F.C.     | 7                | Gran Valencia     | 1                | 3 | 4 | 2              | 3           | 5           |             |             |  |   |              |       |       |       |       |  |
|  | 3                | Angostura F.C.     |                  |                   |                  |   |   |                |             | 5           |             |             |  |   |              |       |       |       |       |  |
|  | 5                | Fundación AIFI     | 1                | 0                 | 1                |   |   |                |             |             |             |             |  |   |              |       |       |       |       |  |
|  | 5                | Fundación AIFI     | 1                | 0                 | 1                |   | 3 | Angostura F.C. | 1           | 0           | 1           |             |  |   |              |       |       |       |       |  |
|  |                  |                    |                  |                   |                  |   | 3 | Angostura F.C. | 1           | 0           | 1           |             |  |   |              |       |       |       |       |  |
|  |                  |                    | 7                | Gran Valencia     | 2                | 1 | 3 |                |             |             |             |             |  |   |              |       |       |       |       |  |
|  | 2                | Real Frontera S.C. | 7                | Gran Valencia     | 2                | 1 | 3 | 0              | 2           | 2           |             |             |  |   |              |       |       |       |       |  |
|  | 2                | Real Frontera S.C. |                  |                   |                  |   |   |                |             | 2           |             |             |  |   |              |       |       |       |       |  |
|  | 7                | Gran Valencia      | 2                | 3                 | 5                |   |   |                |             |             |             |             |  |   |              |       |       |       |       |  |
|  | 7                | Gran Valencia      | 2                | 3                 | 5                |   |   |                |             |             |             |             |  |   |              |       |       |       |       |  |
|  |                  |                    |                  |                   |                  |   |   |                |             |             |             |             |  |   |              |       |       |       |       |  |

### Cuartos de final
- La hora de cada encuentro corresponde al huso horario que rige a Venezuela (UTC-4)

#### Titanes F.C.-Yaracuyanos F.C.
| Ida, 18 de mayo de 2019, 15:30; | Yaracuyanos F.C.             | 2:1 (2:1) | Titanes F.C. | Florentino Oropeza, Yaracuy                             |                                                         |
|                                 | - Carrasquel 18' - Veliz 29' |           | - 39' Cortez | Asistencia: 797 espectadores Árbitro(s): José Uzcategui | Asistencia: 797 espectadores Árbitro(s): José Uzcategui |

| Vuelta 26 de mayo de 2019, 16:00; | Titanes F.C.                             | 3:1 (2:0) (Global 4:3) | Yaracuyanos F.C. | José Encarnación Romero, Maracaibo                     |                                                        |
|                                   | - Acosta 15' - Fuentes 41' - Alarcon 65' |                        | - 50' Montaño    | Asistencia: 448 espectadores Árbitro(s): Andrés Pernía | Asistencia: 448 espectadores Árbitro(s): Andrés Pernía |

#### Yaracuy F.C.-UCV F.C.
| Ida, 17 de mayo de 2019, 15:30; | UCV F.C.      | 1:1 (0:0) | Yaracuy F.C.   | Olímpico de la UCV, Caracas                         |                                                     |
|                                 | - Rosales 48' |           | - 61' Dolgetta | Asistencia: 804 espectadores Árbitro(s): Rony Cueva | Asistencia: 804 espectadores Árbitro(s): Rony Cueva |

| Vuelta, 25 de mayo de 2019, 15:30; | Yaracuy F.C. | 1:0 (0:0) (Global 2:1) | UCV F.C. | Florentino Oropeza, Yaracuy                            |                                                        |
|                                    | - Parra 64'  |                        |          | Asistencia: 900 espectadores Árbitro(s): Rafael Guarin | Asistencia: 900 espectadores Árbitro(s): Rafael Guarin |

#### Real Frontera S.C.-Gran Valencia
| Ida, 18 de mayo de 2019, 15:30; | Gran Valencia                | 2:0 (0:0) | Real Frontera S.C. | Giuseppe Antonelli, Maracay                          |                                                      |
|                                 | - Alviarez 71' - Carabal 76' |           |                    | Asistencia: 62 espectadores Árbitro(s): María Herrán | Asistencia: 62 espectadores Árbitro(s): María Herrán |

| Vuelta, 25 de mayo de 2019, 15:30; | Real Frontera S.C.            | 2:3 (1:2) (Global 2:5) | Gran Valencia                                 | Complejo Deportivo UCAT, San Antonio                      |                                                           |
|                                    | - Blanco 18' - Gualdron 90+1' |                        | - 25' Alviarez - 28' Castellano - 90' Salazar | Asistencia: 120 espectadores Árbitro(s): Isabel Rodríguez | Asistencia: 120 espectadores Árbitro(s): Isabel Rodríguez |

#### Angostura F.C.-Fundación AIFI
| Ida, 17 de mayo de 2019, 15:00; | Fundación AIFI    | 1:2 (0:1) | Angostura F.C.                    | CTE Cachamay, Ciudad Guayana                         |                                                      |
|                                 | - Hermes Mata 80' |           | - 6' Héctor García - 83' Cárdenas | Asistencia: 492 espectadores Árbitro(s): José Rondón | Asistencia: 492 espectadores Árbitro(s): José Rondón |

| Vuelta, 26 de mayo de 2019, 17:00; | Angostura F.C.                             | 3:0 (1:0) (Global 5:1) | Fundación AIFI | Ricardo Tulio Maya, Ciudad Bolívar                    |                                                       |
|                                    | - Fermín 6' - Héctor García 71' - Baca 77' |                        |                | Asistencia: 500 espectadores Árbitro(s): Maykol Gómez | Asistencia: 500 espectadores Árbitro(s): Maykol Gómez |

### Semifinal

#### Titanes F.C.-Yaracuy F.C.
| Ida, 1 de junio de 2019, 15:30; | Yaracuy F.C.                    | 2:0 (0:0) | Titanes F.C. | Florentino Oropeza, Yaracuy                             |                                                         |
|                                 | - Wildiyonh 45+2' - Ordóñez 88' |           |              | Asistencia: 3.108 espectadores Árbitro(s): Ramón Ortega | Asistencia: 3.108 espectadores Árbitro(s): Ramón Ortega |

| Vuelta, 8 de junio de 2019, 15:30; | Titanes F.C.                             | 3:1 (3:0) (Global 3:3) | Yaracuy F.C.  | José Encarnación Romero, Maracaibo                    |                                                       |
|                                    | - Urdaneta 8' - Cortez 12' - Becerra 36' |                        | - 59' Ordóñez | Asistencia: 470 espectadores Árbitro(s): Maykol Gómez | Asistencia: 470 espectadores Árbitro(s): Maykol Gómez |

#### Angostura F.C.-Gran Valencia
| Ida, 1 de junio de 2019, 15:30; | Gran Valencia              | 2:1 (0:0) | Angostura F.C. | Giuseppe Antonelli, Maracay                                                          |                                                                                      |
|                                 | - Ibarra 60' - Salazar 85' |           | - 87' Moreno   | Asistencia: 223 espectadores Árbitro(s): Luis Parra Trasmisión: Meridiano Televisión | Asistencia: 223 espectadores Árbitro(s): Luis Parra Trasmisión: Meridiano Televisión |

| Vuelta, 9 de junio de 2019, 17:00; | Angostura F.C. | 0:1 (0:1) (Global 1:3) | Gran Valencia | Ricardo Tulio Maya, Ciudad Bolívar                                                         |                                                                                            |
|                                    |                |                        | - 36' Orozco  | Asistencia: 2.740 espectadores Árbitro(s): Félix Guilarte Trasmisión: Meridiano Televisión | Asistencia: 2.740 espectadores Árbitro(s): Félix Guilarte Trasmisión: Meridiano Televisión |

### Final

#### Yaracuy F.C.-Gran Valencia
| Ida, 16 de junio de 2019, 15:30; | Gran Valencia | 1:1 (1:0) | Yaracuy F.C.  | Giuseppe Antonelli, Maracay                                                           |                                                                                       |
|                                  | - Alviarez 6' |           | - 74' Ordóñez | Asistencia: 327 espectadores Árbitro(s): Oscar Duran Trasmisión: Meridiano Televisión | Asistencia: 327 espectadores Árbitro(s): Oscar Duran Trasmisión: Meridiano Televisión |

| Vuelta, 23 de junio de 2019, 15:30; | Yaracuy F.C.     | 1:3 (1:0) (Global 2:4) | Gran Valencia                    | Florentino Oropeza, Yaracuy                                                                 |                                                                                             |
|                                     | - Dolgetta 45+2' |                        | - 87' 90+3' Enyerber - 89' Lopez | Asistencia: 7.508 espectadores Árbitro(s): Yernicia Correa Trasmisión: Meridiano Televisión | Asistencia: 7.508 espectadores Árbitro(s): Yernicia Correa Trasmisión: Meridiano Televisión |

## Estadísticas

### Goleadores
Actualizado el 8 de mayo de 2019.
| Pos. | Jugador          | Club               | Goles |
| ---- | ---------------- | ------------------ | ----- |
| 1    | Leonardo Becerra | Titanes F.C.       | 11    |
| 2    | Herlyn Cuica     | Real Frontera S.C. | 10    |
| 3    | René Alarcon     | Titanes F.C.       | 9     |
| 4    | Heiber Díaz      | UCV F.C.           | 8     |
| 5    | Alfonso López    | Gran Valencia      | 8     |
| 6    | José Carrasquel  | Yaracuyanos F.C.   | 8     |
| 7    | Oswil Abreu      | Fundación AIFI     | 7     |
| 8    | José Márquez     | ULA F.C.           | 7     |
| 9    | Jesús Ordóñez    | Yaracuy F.C.       | 6     |
| 10   | Ever Espinoza    | UCV F.C.           | 6     |